# دانیل ماسوخ
دانیل ماسوخ (انگلیسی: Daniel Masuch؛ زادهٔ ۲۴ آوریل ۱۹۷۷) بازیکن فوتبال اهل آلمان است.
از باشگاه‌هایی که در آن بازی کرده‌است می‌توان به باشگاه فوتبال پادربورن و باشگاه فوتبال روت‌وایس اسن اشاره کرد.